# Marek Peksa
Marek Peksa (* 28. prosince 1989 Šumperk) je český lední hokejista hrající na postu brankáře. V roce 2019 ho některá bulvární média prezentovala jako partnera české zpěvačky Lucie Vondráčkové, která se tou dobou rozváděla se svým manželem, hokejistou Tomášem Plekancem.

## Život
S ledním hokejem začínal ve svém rodném městě, v tamním hokejovém klubu. V něm strávil i svá mládežnická léta a během sezóny 2007/2008 se prvně objevil v soutěžním utkání za jeho výběr mužů. Ročník 2008/2009 odehrál za šumperské juniory, ale po sezóně přestoupil mezi muže HC Uničov. Odehrál za ně jeden rok, ale po něm se vrátil zpět do Šumperka. Za něj sice začal ročník 2010/2011, ale ještě během něj přestoupil do SHK Hodonín. I následující ročník (2011/2012) nastupoval za hodonínské mužstvo, ale po sezóně odešel do zahraničí.
Ročník 2012/2013 odehrál za HC Dukla Senica. Pokračoval zde i v následujícím, ale v jeho průběhu odešel hostovat do celku MsHK Žilina. Po sezóně se vrátil do Senice, kde začal ročník 2014/2015, nicméně v jeho průběhu přestoupil do HK 36 Skalica a posléze do HC 46 Bardejov. Poté se rozhodl změnit působiště a pro sezónu 2015/2016 se přesunul do rumunského HC Csíkszereda hrající mezinárodní MOL ligu. Poté se na tři sezóny přesunul do francouzského klubu La Roche-sur-Yon.
Před ročníkem 2019/2020 se vrátil zpět do České republiky, a sice do Šumperka. Za něj během sezóny nastoupil k celkem osmnácti utkáním a navíc hostoval u prostějovských Jestřábů, za něž ovšem do soutěžního zápasu nezasáhl. I ročník 2020/2021 odehrál za šumperské Draky. Navíc k jednomu utkání v playoff české nejvyšší soutěže nastoupil v barvách Vítkovic.